# Epifanio di Costantinopoli
Epifanio (V secolo – 5 giugno 535) è stato un vescovo bizantino, patriarca di Costantinopoli dal 25 febbraio 520 fino alla sua morte.
Fu nominato patriarca dall'imperatore Giustiniano I. Confermò il processo di conciliazione con la Chiesa di Roma iniziato dal suo predecessore Giovanni II di Cappadocia: adottò il simbolo niceno, i decreti dei sinodi di Efeso, Costantinopoli e Calcedonia, oltre alle lettere di papa Leone I.
Accolse papa Giovanni I in visita a Costantinopoli nel 525.